# Centro europeo per le applicazioni spaziali e le telecomunicazioni
Il Centro europeo per le applicazioni spaziali e le telecomunicazioni (ECSAT, dall'inglese European Centre for Space Applications and Telecommunications) è un istituto di ricerca dell'Agenzia Spaziale Europea situato presso lo Harwell Science and Innovation Campus, nel Regno Unito.
È stato fondato nel 2009 e viene mantenuto dall'ESA in base ad un accordo stipulato con il Regno Unito. L'attività di ricerca dell'istituto si concentra su telecomunicazioni spaziali, applicazioni integrate, cambiamenti climatici, tecnologia e scienza.
Lo sviluppo dell'ECSAT fa parte degli sforzi fatti dal Regno Unito per potenziare la sua industria spaziale, insieme all'istituzione di un'agenzia spaziale nazionale nel 2010 e all'aumento dei contributi al bilancio dell'ESA. Con la fondazione dell'ECSAT, l'ESA pone fine ad una mancanza che durava da anni, in quanto il Regno Unito, pur essendo uno dei suoi principali contribuenti, non ospitava nessun centro di ricerca dell'agenzia.
All'interno del campus è presente un'altra installazione dell'ESA: il Business Incubation Centre Harwell, dove si aiuta il trasferimento tecnologico trasformando le idee in progetti reali e sviluppando business profittevoli.